# Dour
Dour (en picard Doû) est une commune francophone de Belgique située en Région wallonne dans la province de Hainaut, à l'extrémité Ouest du sillon Sambre-et-Meuse, ainsi qu’une localité où siège son administration.

## Toponymie
La forme Dour utilisée aujourd'hui est apparue en 1162.
Certains des hameaux sont cités dès les premiers siècles du Moyen Âge, tels Offingies (965) attesté sous les formes Offignies (cf. Offignies, Somme, Offiniacas 713), Offegnies, Offineoe (1018-1110) de Offiniacas, toponyme en -iacas, de -(i)acum à l'accusatif pluriel, caractéristique de l'extrème nord du domaine gallo-roman (Normandie orientale, Picardie et Wallonie), d'où le sens global de « propriété d’Olffus », nom de personne germanique ; Moranfayt « la hêtraie de Morand » (Morandifagetum 1240) ; les Trichères ou Trissières (1310) terrains communaux à trieux ; Plantis (1290) « endroit planté d’arbres » (1326) gros hameau rural devenu Petit Dour (XIXe siècle).

## Géographie

### Sections de la commune
| # | Nom      | Superf. (km²). | Habitants (2020). | Habitants par km² | Code INS |
| - | -------- | -------------- | ----------------- | ----------------- | -------- |
| 1 | Dour     | 12,00          | 9.310             | 776               | 53020A   |
| 2 | Blaugies | 8,28           | 1.382             | 167               | 53020B   |
| 3 | Wihéries | 3,36           | 2.147             | 638               | 53020C   |
| 4 | Élouges  | 9,99           | 3.673             | 368               | 53020D   |

## Démographie

### Démographie: Avant la fusion des communes
- Source: DGS recensements population

### Démographie: Commune fusionnée
En tenant compte des anciennes communes entraînées dans la fusion de communes de 1977, on peut dresser l'évolution suivante :
Les chiffres des années 1831 à 1970 tiennent compte des chiffres des anciennes communes fusionnées.
- Source: DGS , de 1831 à 1981=recensements population; à partir de 1990 = nombre d'habitants chaque 1 janvier[5]

## Histoire

### Occupation romaine auxIeretIIesiècles
Lors de fouilles datant de la fin du XIXe siècle, on a retrouvé sous le terril Saint-Charles une ancienne villa romaine ainsi qu’un cimetière. Des restes d’un aqueduc ont également été retrouvés. Il irriguait cette villa jusqu’au Mont Elouges. Des pièces d’Auguste, d'Antonin et de Faustine ont aussi été mises au jour.

### Occupation mérovingienne et Haut Moyen Âge
Ce sont cette fois les fouilles entreprises lors de la reconstruction de l’église en 1842 qui ont permis de découvrir un cimetière mérovingien datant du VIe siècle et peut-être d’un noyau d’habitation.
À partir du Xe siècle, sur base des premières traces écrites, on apprend que Dour forme avec Thulin et Hainin une grande propriété héréditaire : un alleu, un domaine appartenant à la famille des Mons. Ultérieurement, Dour fut divisé en deux seigneuries. La première sous l’autorité de l’Abbaye de Saint Ghislain et la seconde appartenant à des familles Laïques. Les limites d’alors  entre ces deux seigneuries sont assez floues pour diverses raisons. La première étant que les écrits conservés à l’abbaye de Saint Ghislain ont été détruits lors du passage des Vikings entre 880 et 890. Il semble que les moines de Saint Ghislain, lors des recompositions des écrits disparus, aient été un peu “gourmands” et se soient appropriés des territoires qui ne leur appartenaient pas auparavant. À partir du XIe siècle, ce sont les comtes qui revendiquent une partie des territoires appartenant à l’abbaye car celle-ci possédait de très vastes domaines…

### Guillaume de Dour
On connaît peu de chose au sujet de la vie de Guillaume de Dour, c’est d’ailleurs sa mort qui aura le plus d’impact pour sa seigneurie. En tant que seigneur de Dour on apprend que Guillaume était au service d’Étienne de Blois, prétendant au trône d’Angleterre.
Il se rend en Angleterre afin de combattre avec celui-ci mais "sentant sa mort prochaine " décida de léguer, par don oral, une partie importante du domaine de Dour à l'abbaye de Saint Ghislain. L’abbaye agrandit ainsi son domaine, notamment avec le bois de Saint Ghislain que nous connaissons aujourd’hui. Guillaume restreint la seigneurie laïque de ses descendants mais surtout en officialise les limites, c’est la fin des querelles de voisinage entre laïcs et ecclésiastiques.
A l’époque, l’authenticité et la véracité du document ne semble pas avoir été mise en cause. Pourtant, issu d’une demande orale, ce serait l'archevêque de Canterbury qui a informé par lettre l'évêque de Cambrai du leg. Ce dernier transcrivit lui-même la donation et la fit parvenir à l’abbaye. On comprend pourquoi Guillaume de Dour fut appelé "le bienvenu" pour l'évêque de Cambrai et les moines de l’abbaye de Saint Ghislain. 

### DuXIIIesiècleà la Révolution française
Durant toute cette période, le territoire dourois est partagé entre deux seigneuries. La plus importante, celle de l’abbaye de Saint Ghislain et la plus modeste, celle de seigneurs laïcs. Plus tard, une troisième autorité viendra s’ajouter dans la vie du village, il s’agit de la communauté des villageois.
Au moment de la division de Dour, l’Abbaye de Saint-Ghislain tire des revenus assez importants grâce aux deux fermes qui y sont bâties (la Court de Dour et la Ferme de Moranfayt). Le domaine de l’abbaye de Saint-Ghislain s’agrandit encore en 1309 par un rachat de terres que possédait le monastère de Groeninge. Par ailleurs, régulièrement, l’abbaye fait face à des luttes de pouvoir et conflits judiciaires avec les autorités civiles. Vers 1491, les Français et les Autrichiens se battent dans la région de Cambrai. L’abbaye subit alors des pillages et des désordres.[réf. nécessaire].
La plus petite seigneurie de Dour a appartenu à diverses familles durant son histoire. Nous avons déjà évoqué la famille de Dour ; au gré des mariages et des successions, le village est passé aux familles de Dour-Walincourt, de Trazegnies. Au XVe siècle, la famille Pottier achète la seigneurie. Dour a ensuite été transmise par mariage dans la famille des Leprince. (Alexandre Leprince, écuyer, fils de Guillaume-Charles, écuyer, bénéficie le 6 décembre 1665 de lettres de chevalerie données à Madrid. La famille a rendu de grands services au roi d'Espagne. Adrien du Chastel, chevalier, seigneur de Courchelettes, a déclaré Josse-Alexandre, son successeur principal en ses biens à  charge de porter son nom et ses armes). Nouveau rachat en 1726, c’est la famille Poisson qui devient propriétaire du domaine. En 1789, à la veille de la Révolution Française, Pierre Ignace de Royer rachète Dour, il en sera le dernier “seigneur” et son fils, Jean Jacques, le premier maire de Dour sous le régime napoléonien
Au début du XVe siècle, en parallèle aux autorités ecclésiastiques et laïques, une communauté s'organise et obtient une certaine autonomie économique et politique. Les représentants de cette communauté délibèrent devant l'église ou sous le clocher. L’historien dourois Alain Jouret indique que : au moins à partir de 1403, les gens de loi disposent pour se rassembler d’un local voisin de l’église, la Halle. Au XVIIIe siècle, les mayeurs et échevins n’hésitent pas, en cas de divergence d’intérêts, à s’opposer juridiquement aux seigneurs […] ». 

#### Dour et le protestantisme
Depuis le XVIe siècle, Dour compte un certain nombre de familles protestantes. Ces familles adressèrent au gouvernement, en 1788, une demande ayant pour objet de pouvoir ériger un temple.
Dès la fin du XVIe siècle, la communauté protestante s'organise au Plucquoy, berceau du protestantisme de la région. Elle sera victime de nombreuses persécutions jusqu'en 1783 lorsque Joseph II accorde la liberté religieuse. Le temple protestant fut inauguré en 1827.
En 1920, à la suite d'une campagne d'évangélisation sous tente avec entre autres l'évangéliste G. Hunter (missionnaire écossais), est fondée l'Eglise Protestante Évangélique de Dour.

### Dour de 1789 à l’indépendance de la Belgique
Les derniers seigneurs laïcs, issus de la famille de Royer joueront encore un rôle prépondérant durant cette période. La famille De Royer est originaire de Neuville-sous-Huy, ayant des liens avec le seigneur d’Offignies, ils s'installèrent dans le Hainaut vers 1566. La famille prend alors le nom de " Royer de Dour".
Jean François de Royer (1718-1795) est un avocat à la Cour du Hainaut, maire et greffier de police. Il eut un fils qui se nomma Pierre Ignace Joseph Royer. Celui-ci a aussi été avocat de la Cour Souveraine du Hainaut. Comme nous l’avons signalé auparavant, il devint seigneur de Dour par achat à la veille de la Révolution française en 1789.
À la suite de la bataille de Jemappes (26 novembre 1792), l'assemblée générale du peuple souverain du Hainaut décida de mettre fin au régime seigneurial. Pierre de Royer perds alors tous ses droits et revenus liés à sa seigneurie. Il meurt en 1795, c'est son fils Jean Jacques de Royer (devenu baron en avril 1787) qui lui succède et conserve les biens immobiliers dont le château de Dour. En 1812, il devient maire de Dour et durant la période hollandaise bourgmestre.
En mai 1814, le canton de Dour est cédé au département français du Nord. Après le 18 juin 1815, il revient sous la souveraineté de Guillaume d'Orange Nassau jusqu'en 1830.

### Exploitation charbonnière[15]
Initialement à vocation agricole au Moyen Âge, de nombreuses industries voient le jour : charbonnages, corderie, câblerie, carrières, fonderie, minoterie, tannerie, brasserie et distillerie, sans oublier les moulins. Les mineurs paient un lourd tribut lors des catastrophes minières notamment en 1761, 1777, 1793, 1852, 1865, 1875, 1888 et 1891.
En 1935, Dour constituait l'un des centres miniers les plus importants. Quand le dernier charbonnage (Sainte-Catherine) ferme définitivement ses portes en 1961, Dour a perdu 2300 emplois dans l'industrie charbonnière.

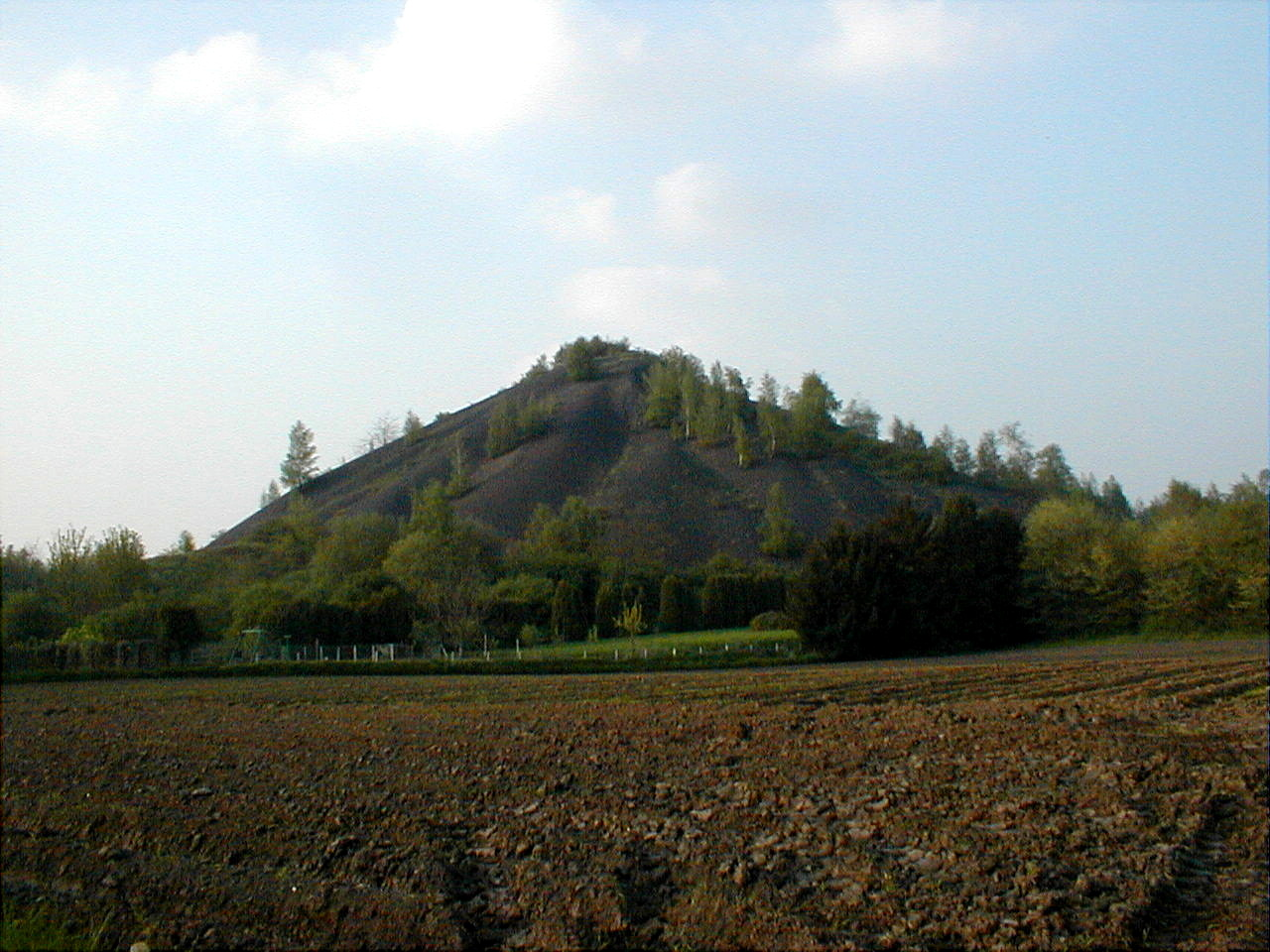
Le terril Saint-Charles n°2, témoin du passé de charbonnage de Dour.
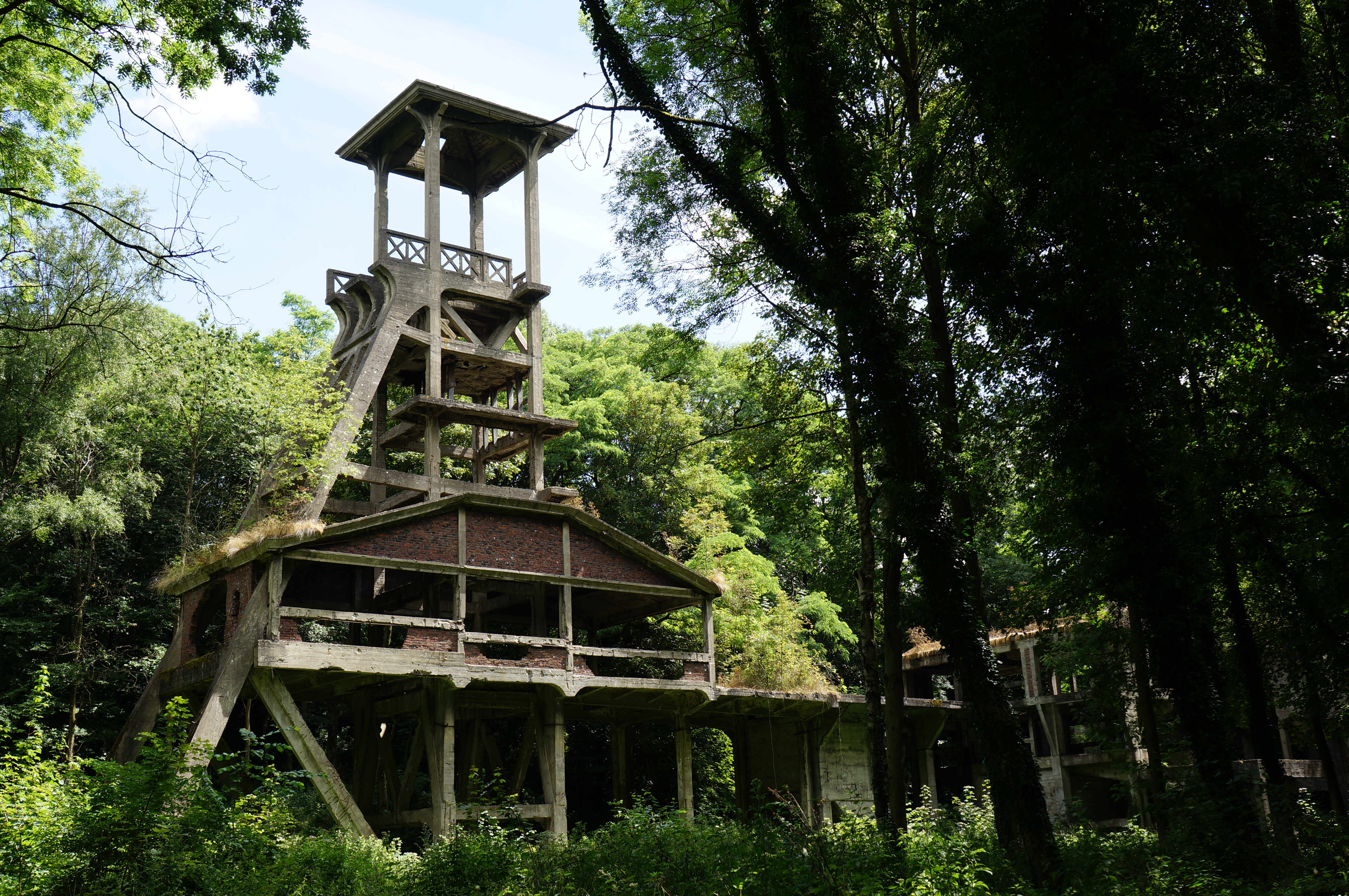
Le chevalement du puits de Sauwartan à Dour, totalement construit en béton.

### Le Belvédère

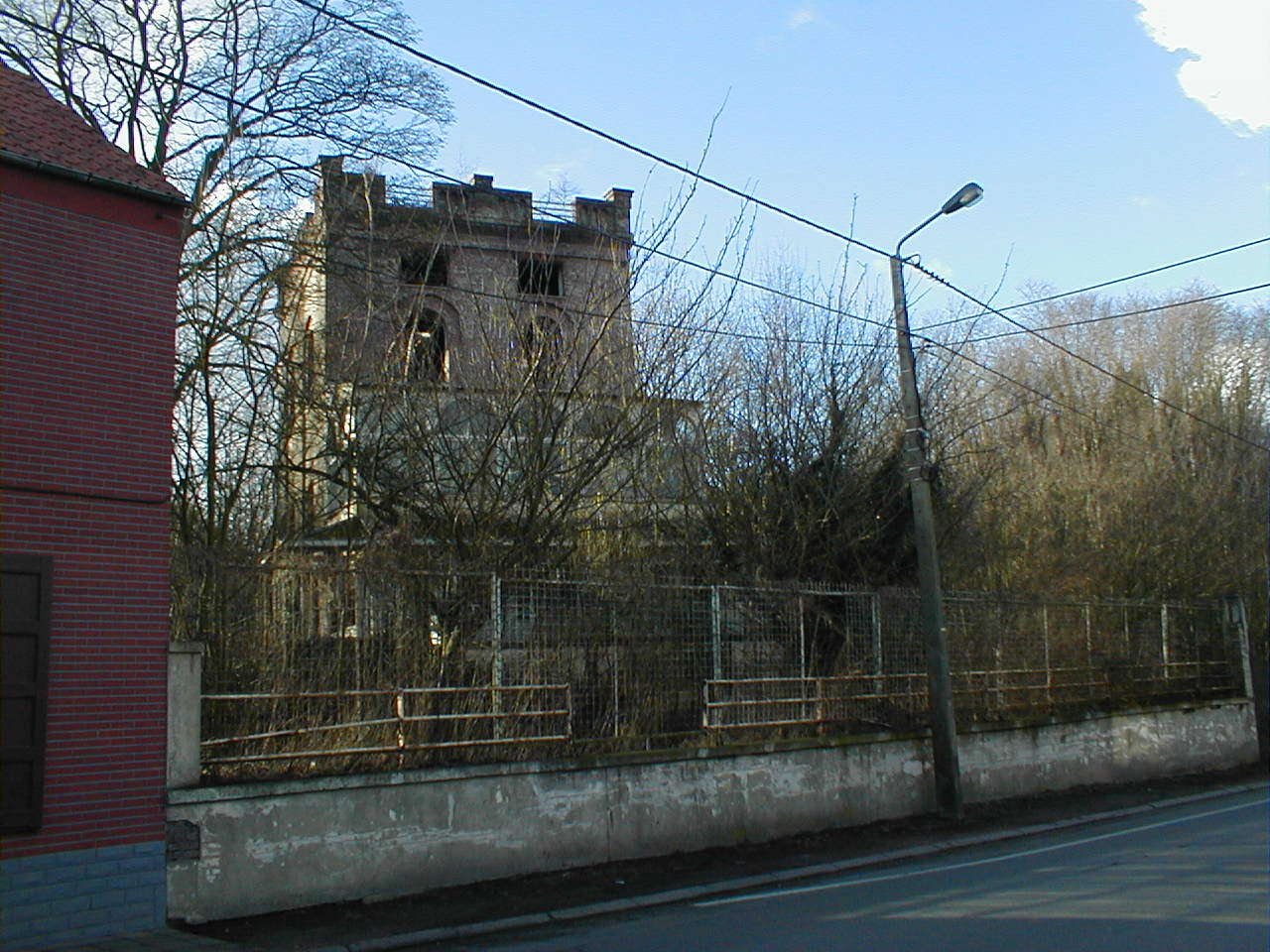
Le Belvédère.

Pour les Dourois, le site dit « du Belvédère » est un lieu plein de souvenirs heureux et festifs. Plusieurs générations s'y sont amusées, promenées, restaurées, y ont assisté à de grandes manifestations artistiques et sportives (natation, tennis, balle pelote, etc.). Ce site d'environ 2 ha se situe dans un « triangle » avec comme côté la rue de France et le chemin des Croix. Au sommet du triangle, un petit terril et à la base, les vestiges de la « brasserie Cavenaile ».
C'est en septembre 1804 que la société Belle-Vue obtient la concession dite Tapatou qui fait environ 220 ha sous le territoire de Dour. Cette société qui exploite plusieurs puits dans le bois d'Épinois (Cocars actuel) tout proche va dans un premier temps exploiter souterrainement à partir de ces puits. C'est par l'autorisation du roi Léopold Ier, le 6 mars 1836 que les frères Defrise créent la Brasserie opérationnelle en 1938. C'est quelques années plus tard qu'Antoine Cavenaile devient propriétaire de l'établissement. En 1867 son fils Emile lui succède et c'est à ce moment qu'est prise la décision d'enfoncer les puits no 6 sur le site qui deviendra bien plus tard « Le Belvédère ». On creuse la bure jusque 293 m, la première veine de charbon exploitable étant trouvée à 214 m.
L'exploitation commence en 1840, l’exhaure des eaux étant assurée par une machine à feu. C'est vers 1845 que sont construits la tour en brique qui va recevoir une machine à vapeur Watt et les bâtiments annexes. En 1868, le charbonnage est vendu à la « Société des Charbonnages de l’Ouest de Mons » qui en 1871 le modernisera en rehaussant la tour de 2,8 m pour atteindre 13,6 m afin d'y placer une nouvelle machine d’extraction. Le puits d'extraction est approfondi à 480 m et les cuffats sont remplacés par des cages à deux étages. En 1880 est prise la décision de fermeture, la production arrête totalement en 1882. Le charbonnage  « Belle Vue du Bois d'Epinois» tout proche reprend l’entièreté du personnel et continue à exploiter les veines souterrainement. La tour d’extraction et les puits sont maintenus quelques années encore pour l'aérage. La fosse est désaffectée le 31 décembre 1901.
En 1903, les frères René (industriel) et Georges (avocat) Cavenaile qui exploitent une brasserie sur un site jouxtant le charbonnage, rachètent à Emile Charle de Royer (demeurant à cette période à Londres, à Hyde Park) une grande partie du site comprenant la tour et le terril qu'ils boisent. Dès le début tout naturellement on accole à la tour, un café. En 1910, les Cavenaile font restaurer la tour par l’architecte Léon Parys pour y établir un hôtel. La toiture de forme classique, d'ailleurs effondrée, est remplacée par une plate-forme faîtière ceinturée d'un mur crénelé. Ce type de maçonnerie était très courant dans la Ruhr entre les années 1850 et 1880 ce qui explique le nom de « Tour Malakoff » en souvenir de la longue résistance du Fort Malakoff lors du siège de Sébastopol pendant la guerre de Crimée. De la plate-forme on découvre un vaste panorama sur le Borinage et les Hauts-Pays. Par temps clair, on peut voir la basilique de Bonsecours récemment construite. Le dimanche et les jours de fêtes, le site devient le lieu de promenade privilégié des Dourois. L'ancienne salle des machines est devenue « Le Belvédère ».
En 1920, la tour est rénovée et modernisée car en août 1914, avec l'arrivée meurtrière et fracassante des Prussiens dans notre région, le bâtiment est mis à sac. Les maisons et bâtiments qui entourent le carrefour de l'Epine sont démolis, y compris le café dit « du 6 » sur la pointe du site, mais déjà, dans le courant de 1916, le bâtiment est remis en état et le belvédère devient centre d'attraction et de délassement. La tour est nantie d'un perron, d'une terrasse en style anglo-normand qui ceinture la tour et de diverses annexes d'après les plans d'un architecte dourois Alphonse Vancraenenbroeck (décédé le 26 janvier 1948). « Le Belvédère » devient le lieu de rendez-vous incontournable de la jeunesse de Dour et alentours. Il y a maintenant un parc, un théâtre de verdure et un restaurant. On y donne des concerts, des bals, etc. Petit à petit viendront s'y ajouter une hostellerie, des terrains de sports et en 1936 des terrains de tennis et un bassin de natation avec eaux chauffées.
Pendant la guerre de 40 les activités continuent au ralenti. Mais dès la libération cela reprend de plus belle. Les animations et fêtes se succèdent on y verra même en 1947 s'y produire une mademoiselle Cordy qui deviendra celle que l'on connaît[réf. nécessaire].
En 1960 s'y déroulent les premières « Fêtes de la bière boraine ». La bière est amenée de la Brasserie située à 405 m par un pipe-line jusque sur le site. Le succès fut considérable. On reçut près de 10 000 visiteurs. En 1961 : 45 000 visiteurs et plus de 50 000 en 1962. Mais le 1er octobre 1962, la Brasserie Cavenaile est vendue à Artois dons le principal souci n'est pas les « cochonnailles ». Les fêtes de la bières se déroulèrent encore en 1963 et 1964, mais le ressort était cassé.
La Brasserie fermera ses portes le 30 septembre 1967 et restera pendant quelques années un dépôt.
Depuis le 1er septembre 1966, « Le Belvédère » avait été aménagé pour recevoir l'internat de l'Athénée de Dour.
Le 27 décembre 1967, l'État belge achète le site. En 1986, le complexe est fermé ; la piscine et les courts de tennis continueront à fonctionner encore une vingtaine d'années. Par manque de pensionnaires, l'internat va fermer ses portes. Le belvédère sera très vite abandonné et vandalisé
En 1999, la parcelle cadastrée comme ruine, le Belvédère est vendu à une particulière qui n'en fera rien. Le 10 mars 2008, le conseil communal vote le rachat de ce qui n'appartenait pas encore à la commune, c'est-à-dire le Belvédère.
Après des travaux de rénovation et d'assainissement entrepris depuis 2011 d'après les études et plans de l'architecte dourois Pierre Vancraenebroeck, le petit-fils de celui qui avait rénové en 1920, le site sera reconverti en centre sportif et de loisirs,.

### Le chemin de fer, la gare et le RAVeL

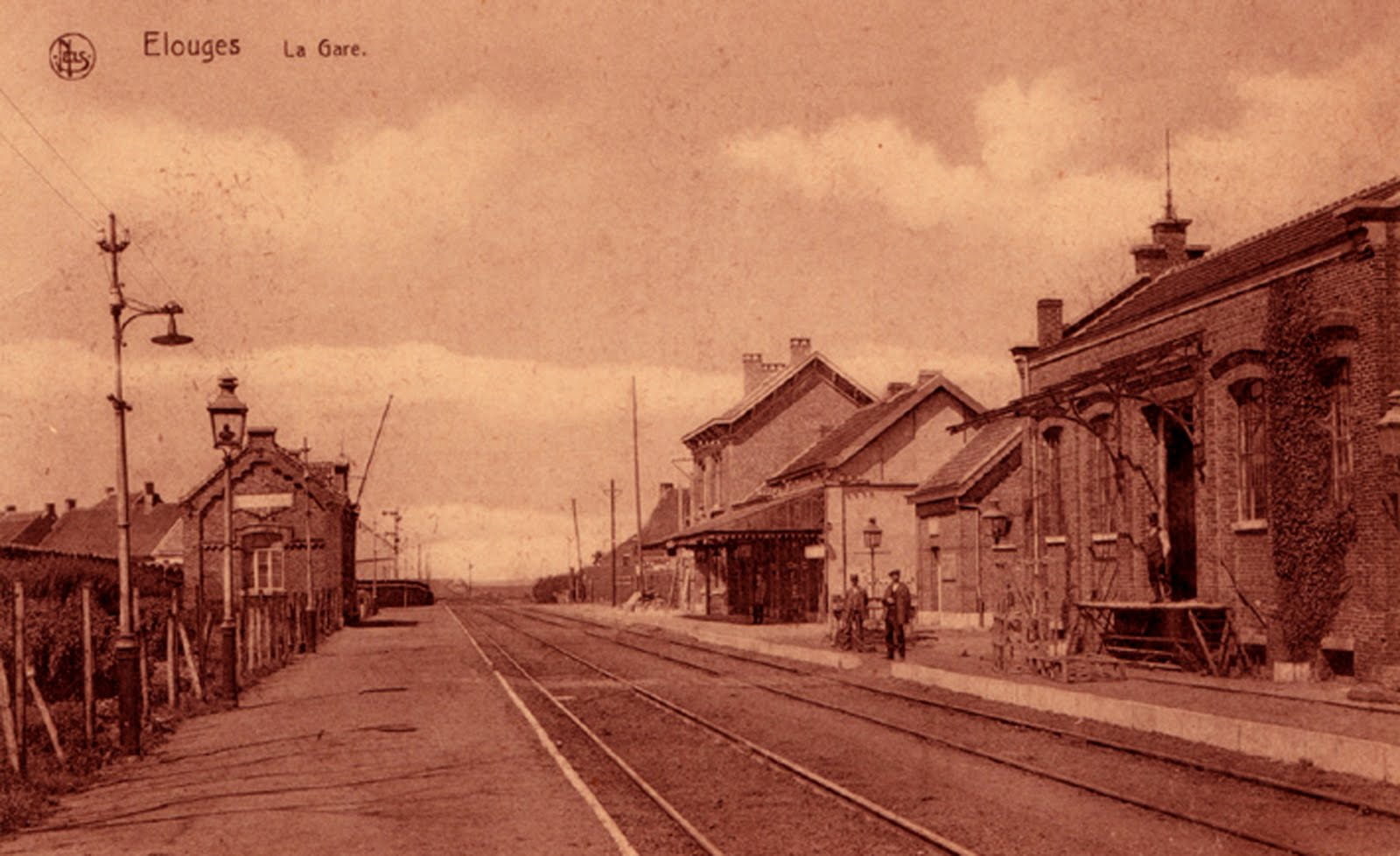
Ceci est l'ancienne gare avec vue sur les rails.

Une gare et son chemin de fer sont inaugurés en 1872 à Dour, pour permettre de transporter diverses marchandises comme la houille, des produits agricoles de la région mais aussi les frontaliers qui doivent se rendre sur leur lieu de travail. La gare de Dour, reliée à Boussu, à Quiévrain, à Bavay (Nord), faisait partie d'un réseau ferré international. La ligne avait été initialement conçue pour faciliter le transport du charbon. Par la suite, ce puissant réseau industriel privé fut nationalisé. La destination primitive explique que la gare possédait un hangar pour le stockage des marchandises et une rampe pour leur chargement. La gare douroise possédait deux quais et deux voies, l’une menant à Quiévrain, l’autre à Roisin-Autreppe et, de là, à Bavay. Cette ligne portait initialement le numéro 98, mais à la suite du développement du réseau de voirie, elle fut rebaptisée 90A, pour devenir finalement les lignes 98A et 98B. Pour les passagers, il y avait non loin de la gare, un hôtel du même nom où l'on pouvait séjourner quelques jours avant de reprendre la route. Cet hôtel a pris feu en 1980 soit 19 ans après l'arrêt définitif de la gare et l'abandon du chemin de fer en 1961.
Pendant une longue période, le chemin de fer est abandonné mais entre 1980 et 1984, une restructuration du chemin de fer a voulu en faire un "chemin du rail" qui permette de mettre en valeur le patrimoine ferroviaire de l'époque tout en conservant le paysage bucolique. En 2009, un RAVeL (Réseau Autonome pour Véhicules Lents) est mis en place pour le tronçon Dour-Roisin (ligne 98A), puis pour le tronçon Dour-Quievrain via Elouges (ligne 98). Le RAVeL occupe aujourd’hui l’assise des anciennes lignes Dour-Quiévrain (98) et Dour-Roisin-Autreppe (98A). Le 16 septembre 2018, le ministre wallon de la Mobilité, Carlo Di Antonio, inaugurait un tronçon d'un kilomètre entre les anciennes gare d’Angre et de Roisin-Autreppe, dans l'entité de Honnelles. La nouvelle piste cyclo-pédestre, qui traverse en partie le Bois d'Angre, s’interrompt à présent au niveau du "Chalet du garde". Il reste à réaliser un dernier "chaînon manquant" d’un kilomètre vers l'ancienne gare-frontière de Roisin-Autreppe.

## Armoiries
|  | Blason de Dour Blasonnement : D'or à la fasce d'azur chargée en abîme d'un écusson de sinople billeté d'argent chargé d'un lion d'or. - Arrêté royal : 16 mars 1914 |

## Politique et administration

### Conseil et collège communal 2024-2030
Ci-dessous, le tableau des résultats des élections communales de 2024.
| Parti | Parti             | Voix (2024) | Voix (2018) | % (2024) | % (2018) | +/-     | Sièges  | +/-  | Collège |
| ----- | ----------------- | ----------- | ----------- | -------- | -------- | ------- | ------- | ---- | ------- |
|       | Ensemble          | 5.298       | -           | 55,94%   | -        | 0.0 %   | 16 / 25 | 16.0 | Oui     |
|       | VOTRE DOUR        | 2.687       | 3.962       | 28,37%   | 39,80%   | 11.43 % | 8 / 25  | 3.0  | Non     |
|       | Notre Tour à Dour | 243         | -           | 2,57%    | -        | 0.0 %   | 0 / 25  | 0.0  | Non     |
|       | Dour Cap 2030     | 775         | -           | 8,18%    | -        | 0.0 %   | 1 / 25  | 1.0  | Non     |
|       | Dour Solidaire    | 365         | -           | 3,85%    | -        | 0.0 %   | 0 / 25  | 0.0  | Non     |
|       | JAU.RES           | 103         | -           | 1,09%    | -        | 0.0 %   | 0 / 25  | 0.0  | Non     |
|       | ECOLO             | -           | 639         | -        | 6,42%    | 0.0 %   | - / 25  | 0.0  | Non     |
|       | LA DROITE         | -           | 237         | -        | 2,38%    | 0.0 %   | - / 25  | 0.0  | Non     |
|       | DOUR DEMAIN       | -           | 4.881       | -        | 49,03%   | 0.0 %   | - / 25  | 14.0 | Non     |
|       | AGORA             | -           | 153         | -        | 1,54%    | 0.0 %   | - / 25  | 0.0  | Non     |
|       | J.A.U.R.E.S.      | -           | 83          | -        | 0,83%    | 0.0 %   | - / 25  | 0.0  | Non     |
| Total | Total             | 9 471       | 9 955       | 100 %    | 100 %    |         | 25      |      |         |

| Collège communal   |                      |                        |
| ------------------ | -------------------- | ---------------------- |
| Bourgmestre        | Carlo Di Antonio     | Les Engagés - Ensemble |
| 1er Échevin        | Vincent Loiseau      | Les Engagés - Ensemble |
| 2e Échevin         | Sammy Van Hoorde     | Les Engagés - Ensemble |
| 3e Échevine        | Christine Greco      | Les Engagés - Ensemble |
| 4e Échevin         | Marcel de Raijmaeker | Ensemble               |
| 5e Échevine        | Gaëlle Wuilquot      | Ensemble               |
| Présidente du CPAS | Martine Coquelet     | Les Engagés - Ensemble |

## Patrimoine et culture

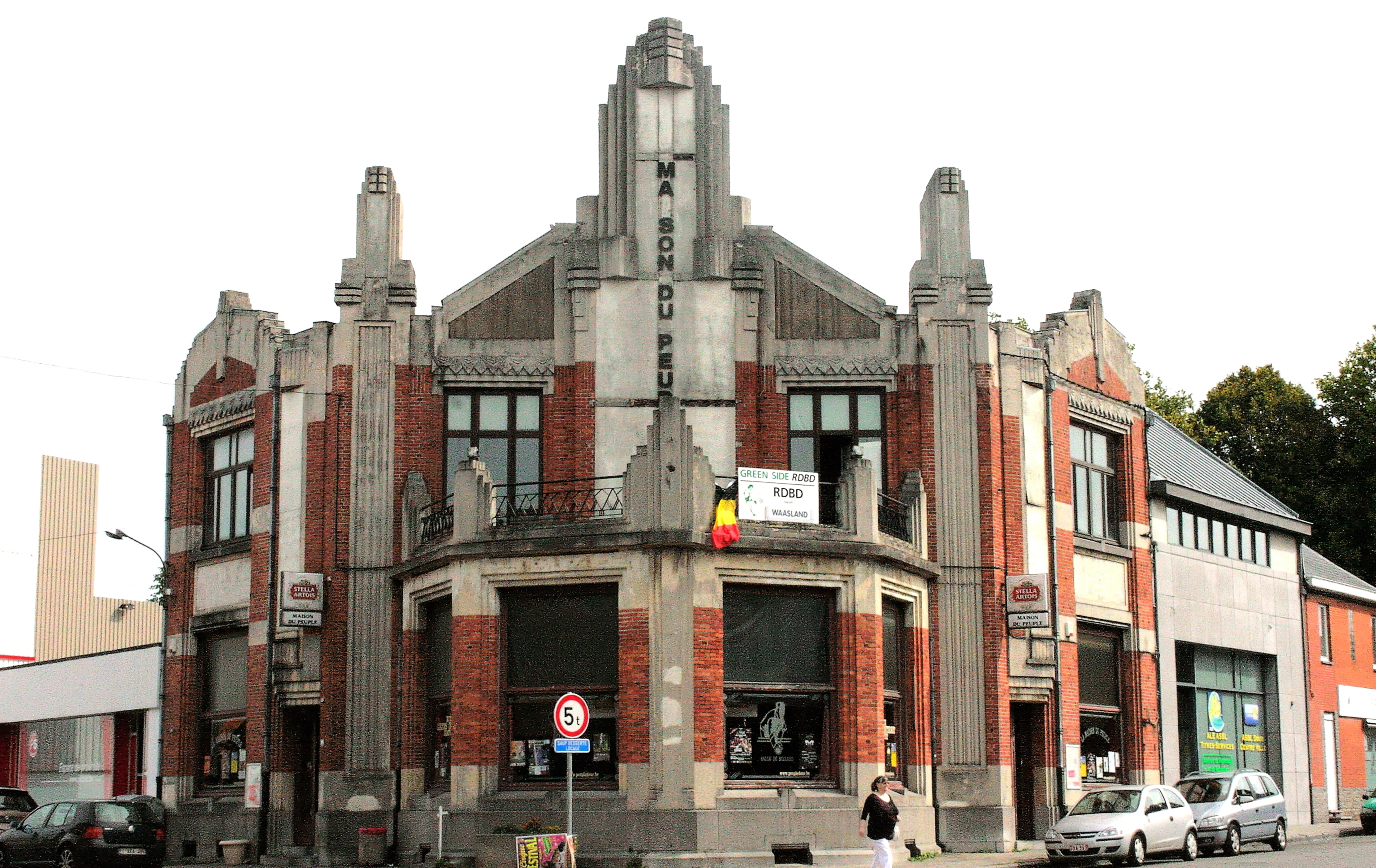
Maison du Peuple.

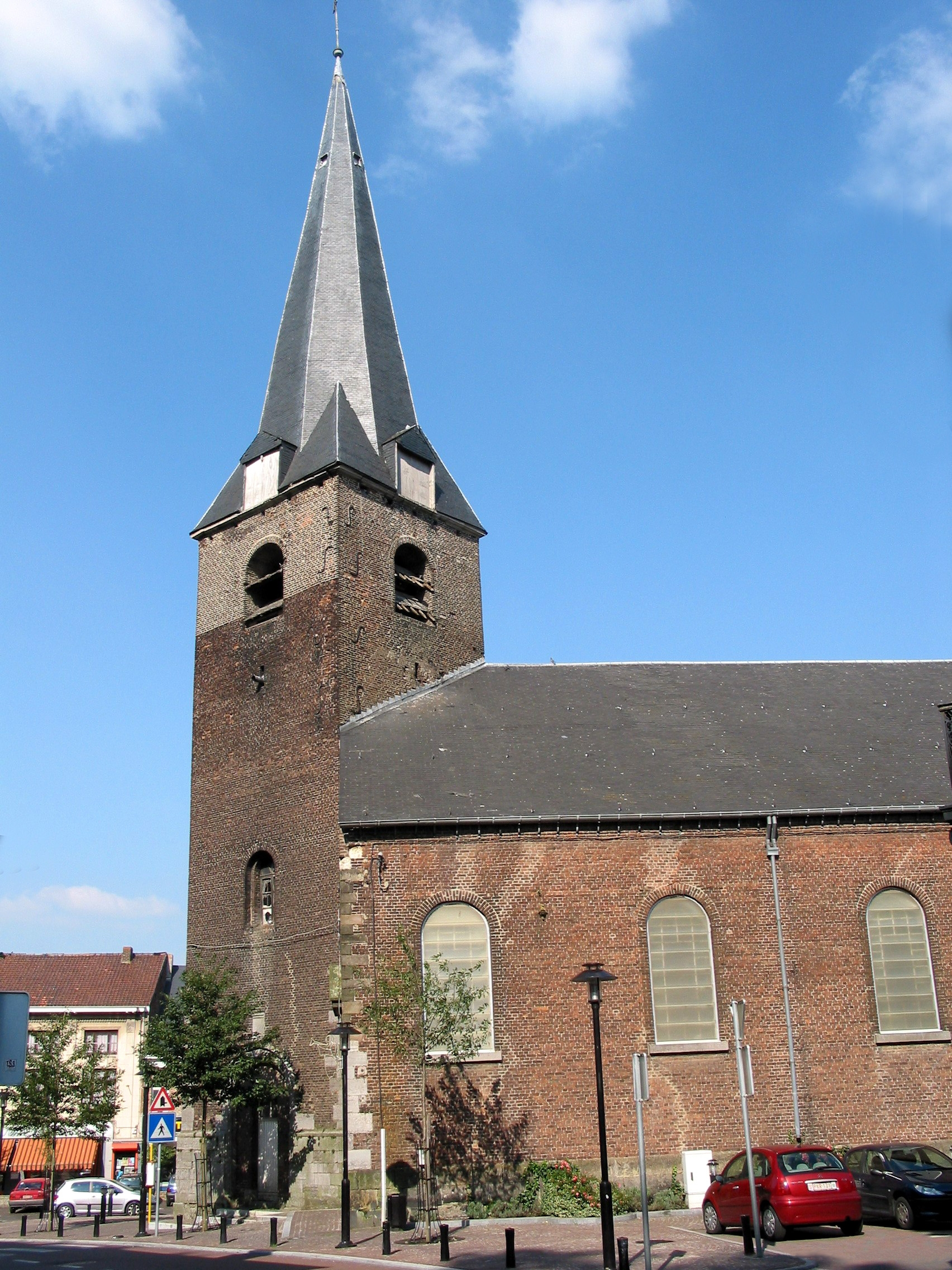
L'église Saint-Victor.

### Patrimoine architectural
- Maison du Peuple de style Art Déco (1931).

### Musique et festival
La commune est connue pour le Festival de Dour qui s'y déroule chaque été depuis 1989.

### La ducasse à Figues

#### Histoire
Fondé au XVIIe siècle dans le bois d’Epinois, l’ermitage de Cocars se trouvait au carrefour des chemins très fréquentés qui reliaient Dour à Wihéries et Elouges à Athis. Pendant de nombreuses années, l’ermitage a été un lieu renommé d’éducation : il possédait sa propre grammaire, et il a même accueilli, en hiver 1780, jusqu’à 200 élèves. La chapelle en est le seul témoignage encore existant. 
La première fête de Cocars remonte aux années 1820. Cette célébration avait lieu chaque année, au printemps, le dimanche le plus proche du 25 mars dans le domaine du Bois de Cocars, sur le site de la Chapelle de Cocars, entre Elouges et Wihéries. La fête prit l’appellation de « Ducasse aux Figues » en 1890. Elle fut nommée de la sorte car dans le temps, une grande majorité des forains présents à cette fête vendaient des figues sèches. 
C’était une fête religieuse; une procession reliait Dour à la Chapelle de Cocars, après cela, les jeunes enfants étaient bénis et présentés à Jean qui Rit et Jean qui Pleure dont les statues étaient exposées dans la chapelle de Cocars . Cette tradition rendait, dit-on, les enfants sages.
Un grand bal était ensuite organisé. On y trouvait des tourniquets fait de cheveux en bois, des balançoires, des roulottes, des marchands de friandises, des fritures mais aussi des boutiques à porcelaine. Dès le début du XXe siècle, on raconte que de nombreuses installations foraines venaient embellir la fête avec notamment des marchands de dattes, de caramels, mais surtout de figues 

#### Disparition de la ducasse
C’est après les ravages de la 1re guerre mondiale, que l’engouement tombe et la ducasse finit par disparaître complètement en 1940. Les habitants de la cité du Repos tenteront de relancer la fête dans les années 1950, en vain. 

#### Renaissance
En 2006, la ducasse a été remise au gout du jour après plus de 60 ans d’interruption.
À ce sujet, voyez  Alain Jouret, L’ermitage de Cocars à Élouges : lieu de prière, maison d’éducation, chapelle privée et orgueil d’une région. Mythe et histoire, dans Annales du Cercle d’histoire et d’archéologie de Saint-Ghislain et de la région, VIII, 2000, p. 699-814.

### Cinéma
- Funérailles de M. Delporte, à Dour (1914) d'Isidore Moray.

## Économie
Depuis la fin 2007, Dour participe à la lutte contre le réchauffement climatique en construisant onze éoliennes avec la commune de Quiévrain.
Le jour de la fête nationale du 21 juillet, une grande braderie est organisée dans la Rue Grande de Dour. Un marché se tient chaque lundi sur la place Verte.

## Sports et vie associative

### Sports

#### Football
Terrain de football à la rue Moranfayt.

#### Futsal
L'école de Futsal Ste-Odile Dour - Elouges ...P.Poli

#### La crosse
Le jeu de la crosse  est beaucoup utilisé dans cette commune et depuis longtemps. De temps en temps, des séances de jeu sont organisées.

#### Le Grand Prix Samyn
Depuis 2006, tous les premiers mercredis du mois de mars, la course Samyn est organisée où des cyclistes professionnels et amateurs viennent s’affronter. Le parcours de la course se fait dans les Hauts-Pays et l’arrivée est à Dour.

#### Dour-Sports
Dour est aussi connu pour son club d’athlétisme où des champions nationaux ont commencé. Il est situé au stade de la Machine à Feu. 1, chemin des fours.

### Vie associative

#### Associations et Clubs
Depuis août 2005, Dour est le siège de L'ASBL qui promeut les logiciels libres dans la région de Mons Borinage.

## Personnalités
- Émile Cornez (1900-1967) : gouverneur de la province de Hainaut et résistant né à Dour.
- Jean-Louis Colmant, réalisateur, est né à Dour le 18 août 1926.